# Aérodrome de Porga
L'aérodrome de Porga (code OACI : DBBO) est un aérodrome public situé à près de la commune de Porga, dans le département de l'Atacora, au Bénin.